# ESPN3
ESPN3 è un servizio di streaming di proprietà di ESPN Inc., join venture tra The Walt Disney Company e Hearst Communications, che fornisce dirette streaming e replay di eventi sportivi negli Stati Uniti.
In precedenza il canale si è chiamato ESPN 360 o anche ESPN3.com.

## Storia
ESPN3 è stato lanciato nel 2005 con il nome di ESPN 360, il servizio era raggiungibile sul sito ESPN360.com e forniva principalmente video on demand.
ESPN 360 ha trasmesso in diretta i mondiali di calcio del 2006 e il football americano universitario e persino tutte le gare NASCAR.
Dal 31 agosto 2007 sette canali sono programmati per ESPN360, quattro di loro sono: "The latest", "The Greatest", "ESPN Shows, and "Dot Comedy") . Gli altri tre canali sono variabili. Per esempio nel luglio del 2006 c'erano "The NBA Draft", "The ESPY's", and "The World Cup" .
Attraverso ESPN360 si possono vedere delle clip che sono state mandata in onda di recente su: ESPN, ESPN2, ESPNEWS ed ESPN Deportes.
Dal 1º settembre 2007 ESPN360 ha iniziato a offrire la diretta di tutti i maggiori sport nazionali americani: NCAA College football, NASCAR, FIBA basketball e MLS soccer.
Il 4 aprile 2010, il sito ESPN360.com è stato rilanciato con il nome ESPN3.com. Il 31 agosto 2011, il canale è stato rinominato ESPN3, ed è stato incorporato nella piattaforma WatchESPN, che trasmette anche gli altri canali ESPN.
A partire dall'aprile del 2018, a causa del lancio della piattaforma streaming in abbonamento ESPN+, un numero considerevole di programmi precedentemente disponibili su ESPN3 sono stati resi a pagamento e ora richiedono un abbonamento a ESPN+ (sebbene, a differenza di ESPN3, ESPN+ sia un servizio separato che non richiede che l'utente sia necessariamente un abbonato ESPN).